# Agre Pamppers
Agre Pamppers е второто демо на финландската група Соната Арктика, което е издадено под тогавашното им име – Tricky Beans. По-късно песента „Shy“ се появява в ЕР-то Successor, а „Addict“ е обновена и преименувана на „Sing In Silence“, която е включена в албума Silence. Групата самостоятелно издава демото.

## Участници
- Тони Како – вокали, клавишни
- Яни Лииматайнен – китара
- Марко Паасикоски – китара
- Томи Портимо – ударни
- Pentti Peura – бас китара